# Escuts i banderes dels Ports
Els escuts i banderes dels Ports són el conjunt de símbols que representen els municipis d'aquesta comarca.
En aquest article s'hi inclouen els escuts i les banderes oficialitzats per la Generalitat Valenciana i els que se van aprovar per l'administració de l'Estat abans de les transferències a la Generalitat Valenciana, així com altres que no han estat oficialitzats.

## Escuts oficials

Escut de Castellfort Rehabilitat el 10 de maig de 2012.
Escut de Cinctorres Aprovat el 5 d'abril de 2001.
Escut de Forcall Rehabilitat el 3 de setembre de 2003.
Escut d'Herbers Rehabilitat el 5 de desembre de 2002.
Escut de la Mata Aprovat el 5 de maig de 2003.
Escut de Morella Rehabilitat el 25 de gener de 2002.
Escut d'Olocau del Rei Aprovat el 19 de desembre de 2000.
Escut de Palanques Aprovat el 2 de desembre de 2002.
Escut de Portell de Morella Aprovat el 21 d'octubre de 2002.
Escut de Sorita Aprovat el 9 de juliol de 1996.
Escut de la Todolella Aprovat el 9 de setembre de 2002.
Vilafranca Rehabilitat el 30 de setembre de 2008.
Escut de Villores Aprovat el 18 de març de 1992.

## Escuts sense oficialitzar

Escut de Vallibona

## Banderes oficials

Bandera de Sorita Aprovada el 3 de maig de 2001.
Bandera de Villores Aprovada el 3 de maig de 2001.

## Banderes sense oficialitzar

Bandera de la Mata
Bandera de la Todolella